# Scalesia villosa
Espèce
Synonymes
- Scalesia villosa var. championensis A.Stewart[1]

Statut de conservation UICN

 VU D2 : Vulnérable
Scalesia villosa est une espèce de plantes à fleurs de la famille des Asteraceae  endémique des îles Galápagos.

## Liste des variétés
Selon Tropicos (12 avril 2019) :
- variété Scalesia villosa var. championensis Stewart

## Publication originale
- Proceedings of the California Academy of Sciences, Series 4, 1: 158. 1911.